# 大蔵映画
大蔵映画株式会社（おおくらえいが、登記社名: 大藏映画株式会社、英: OKURA PICTURES,Co.,Ltd.）は、日本の映画会社である。ピンク映画及びゲイ・ポルノの製作・配給・興行、ボウリング場等のレジャー施設の経営、不動産業を行う。

## 略歴・概要
1960年（昭和35年）12月1日、新東宝代表取締役から退陣した大蔵貢が、新東宝へ製作物を供給していた富士映画を母体に、1962年（昭和37年）1月に設立した。代表取締役社長には大蔵貢、副社長には大蔵の実弟で歌手の近江俊郎（大蔵敏彦）が就任した。富士映画はもともと、1955年（昭和30年）12月に大蔵が36館の映画館を経営する手腕を買われて、新東宝の経営に参加する以前、1947年（昭和22年）6月からレンタルスタジオとして経営していた富士映画スタジオが前身である。同年早々に、かつて『チャップリンのニューヨークの王様』等を輸入配給した洋画配給会社大和フィルムを吸収合併、同社代表の徳江清太郎を専務取締役に迎え、同年、外国映画の配給を開始する。
同年、日本における2作目の70ミリ映画となった超大作『太平洋戦争と姫ゆり部隊』を、設立後の第1号作品として小森白を監督、南原宏治を主演に製作、同年4月7日に公開したが、配給網が弱く興行的には成功しなかった。以後しばらくは、大和フィルムの最終公開作品『ファイブ・ガン あらくれ5人拳銃』の監督であったロジャー・コーマンの製作・監督作品等、外国映画の小品の配給と、時折自社製作の一般向映画を発表する程度に、活動を留める。
同年、日本製ピンク映画の第1号作品とされる協立映画製作、小林悟監督の『肉体の市場』を配給し大ヒットさせる。さらに数本の成人向作品を製作・配給したところ、好成績を収めるものも出てきたので、自社で製作・配給する作品の主力を、成人向映画に転換する。同時に、当時の関東地区での自社直営館や、外部のピンク映画製作に関わる群小プロダクションなどを中心に、成人向映画の配給網「OPチェーン」を組織する。現在まで続く、ピンク映画の専門会社としての体制を固めていった。その後、自社製作から徐々に撤退し、代わりに外注作品を配給する形態に変えていく。それに伴い、大蔵映画撮影所を規模縮小し、レジャー施設へ転換し始める。
1966年（昭和41年）、大蔵映画撮影所を一部閉鎖し、跡地を総合アミューズメント施設「オークラランド」として再開発、現在も、大蔵映画直営施設として営業中である。同年ころまでで外国映画の配給業務から撤退する。1974年には残る撮影所部分も閉鎖された。
1978年（昭和53年）9月15日、大蔵貢が78歳で死去、子息の大蔵满彦が経営を継承する。1992年（平成4年）7月5日、副社長の大蔵敏彦（近江俊郎）が満73歳で死去した。
1984年（昭和59年）末から、大阪のENKプロモーション（東梅田日活株式会社）と提携し、ゲイポルノ映画に進出。製作配給及び専門上映館の運営を開始する。
2000年（平成12年）8月28日、東映のシネマコンプレックス運営等の新会社ティ・ジョイに、シネマサンシャインの佐々木興業、王子シネマの大旺映画らとともに出資して資本参加する。
2001年（平成13年）、製作・配給部門を系列子会社・オーピー映画に分離し、興行部門のみを行う体制になった。
2006年（平成18年）5月28日、福岡オークラ劇場I・福岡オークラ劇場II、2008年（平成20年）2月17日、大宮オークラ劇場・大宮オークラ小劇場をそれぞれ閉館する。2009年（平成21年）3月1日には、上野スタームービー、世界傑作劇場、日本名画劇場を新装開業のため休館、2010年（平成22年）8月1日には上野オークラ劇場、上野地下特選劇場を閉館、同4日、上野スタームービー等の跡地に上野オークラ劇場、上野オークラ劇場2、上野特選劇場として移転オープンする。大蔵映画設立以前の1952年（昭和27年）以来、58年の歴史を持つ上野オークラ劇場のクロージングイヴェントには、小川欽也監督の大蔵映画製作作品『怪談バラバラ幽霊』（1968年）、『新怪談色欲外道 お岩の怨霊四谷怪談』（1976年）を上映した。
2018年公開予定だった『ハレンチ君主 いんびな休日』が直前で公開中止となり、2021年には監督である荒木太郎との間で訴訟問題に発展した。

## 沿革
- 1947年6月 富士映画スタジオ、富士映画
- 1962年1月 大和フィルムを吸収、大蔵映画株式会社として設立
- 1966年（昭和41年）大蔵映画撮影所閉鎖、オークラランドへ再開発
- 1978年9月15日 社長・大蔵貢死去
- 1992年（平成4年）7月5日 副社長・大蔵敏彦死去
- 2001年（平成13年）製作配給を分社化
- 2010年8月4日 上野地区リニューアル

## おもなフィルモグラフィ

### 製作
- 『太平洋戦争と姫ゆり部隊』[13] The Pacific War and Himeyuri Corps : 監督小森白、主演南原宏治、1962年4月7日公開 - 設立第1号作品
- 『肉体の市場』 : 監督小林悟、1962年公開 - 協立映画製作
- 『不完全結婚』 : 監督小林悟・木元健太、1962年公開 - 純潔映画研究会製作
- 『沖縄怪談逆吊り幽霊 支那怪談死棺破り』 Upset Walking Ghost Broken Coffin : 監督小林悟・邵羅輝、日本・中華民国（東方影業社）合作、1962年6月13日公開
- 『海女の怪真珠』[14] 'Naked Girls After Demon Pearls : 監督小林悟、主演泉京子、日本・中華民国（東方影業社）合作、1963年1月1日公開
- 『社長と女秘書 全国民謡歌合戦』 : 監督近江俊郎、1963年1月公開
- 『性の変則』[15] Irregularity Of Sex　: 監督小林悟、主演一条美矢子、日本・アメリカ合衆国（ゴールドマンプロ）合作、1963年4月25日公開
- 『怪談異人幽霊』 Ghost From The Continent : 監督小林悟、1963年6月2日公開
- 『怪談残酷幽霊』 : 監督小林悟、1964年5月17日公開
- 『明治大帝御一代記』[16] : 監督・総指揮大蔵貢、1964年公開
- 『雌めす牝』 : 監督小川欽也、1965年1月公開
- 『生首情痴事件』 : 監督小川欽也、1967年5月31日公開 - 成人映画会社に特化後で初めての怪談作品
- 『女体残虐図』 Cruel Map of Women's Bodies : 監督酒匂真直、主演谷ナオミ、1967年10月28日公開
- 『怪談バラバラ幽霊』 : 監督小川欽也、1968年5月28日公開
- 『人類の性典』 The Human Sexlody : 総監督大蔵貢、1973年公開
- 『新怪談色欲外道 お岩の怨霊四谷怪談』 : 監督小川欽也、1976年5月29日公開

### 洋画配給
キネマ旬報映画データベースに見られる配給作品の一覧であり、日本での配給作品のみである。日本公開順。
- 『女体蟻地獄』 El Trueno entre las hojas : 監督・主演アルマンド・ボー（英語版）、イザベル・サルリ、1958年 アルゼンチン製作、1962年3月8日公開
- 『シマロンの女拳銃』 Rose of Cimarron : 監督ハリー・ケラー、主演ジャック・ビューテル（英語版）、1952年 アメリカ合衆国製作、1962年4月22日公開
- 『米国 (アメリカ) 怪談太陽の怪物』 Hideous Sun Demon : 監督・出演ロバート・クラーク（英語版）、1959年 アメリカ合衆国製作、1962年6月13日公開
- 『巴里の夜』 Bal Du Moulinrogue : 監督ヘンリー・カルプウェル、ドキュメンタリー映画、1960年 イギリス製作、1962年8月8日公開
- 『新婚の夜』 Honeymoon of Terror : 監督ピーター・ペリー・ジュニア、1961年 アメリカ合衆国製作、1962年8月8日公開
- 『原子怪獣と裸女』 Day the World Ended : 監督ロジャー・コーマン、主演リチャード・デニング、1956年 アメリカ合衆国製作、1962年10月11日公開（『世界原子怪獣3大傑作集』として公開）
- 『吸血原子蜘蛛』 The Spider : 監督バート・I・ゴードン、主演エド・ケマー、ジューン・ケニイ、1958年 アメリカ合衆国製作、1962年10月11日公開（『世界原子怪獣3大傑作集』として公開）
- 『美人島の巨獣』 Untamed Woman : 監督W・マール・コンネル、主演マイケル・コンラッド、ドリス・メリック、1952年 アメリカ合衆国製作、1962年10月11日公開（『世界原子怪獣3大傑作集』として公開）
- 『売春街襲撃』 Room 43 : 監督アルヴィン・ラコフ（英語版）、主演ディアナ・ドース、1958年 イギリス製作、1962年12月5日公開
- 『十六娘の性のあやまち』 Preudes To Ecstasy (Kuu on vaarallinen) : 監督トイヴォ・サッカ（英語版）、主演リアナ・カーリナ（フィンランド語版）、1962年 フィンランド製作、1962年12月5日公開
- 『売春姉妹の告白』 The Flesh Merchant[17] :  監督W・マール・コンネル、主演ジョイ・レイノルズ、ケリ・モフアット、1956年 アメリカ合衆国製作、1963年1月1日公開
- 『キートンの裸女学生』 Life with Buster Keaton : 監督エディ・クライン（英語版）、主演バスター・キートン、1951年 アメリカ合衆国製作、1963年1月29日公開
- 『のぞき見トム』 The Touchables [18] : 監督モンテ・マン、1961年 アメリカ合衆国製作、1963年3月3日公開（『世界裸女競艶集』として公開）
- 『裸女と海賊』 La scimitarra del Saraceno : 監督ピエロ・ピエロッティ（イタリア語版）、主演レックス・バーカー、1962年 イタリア製作、1963年3月3日公開（『世界裸女競艶集』として公開）
- 『アメリカ大学 性愛の曲り角』 High School Confidential : 監督ジャック・アーノルド、主演ラス・タンブリン、1958年 アメリカ合衆国製作、1963年4月12日公開
- 『怪談生娘吸血魔』 Sedook (L'Erede di Satana) : 監督アントン・ジュリオ・マセノ（英語版）、主演アルベルト・ルーポ（英語版）、1960年 イタリア製作、1963年6月1日公開（『怪談異人幽霊』に併映）
- 『怪談パリの化け猫』 The Catman of Paris : 監督レスリー・セランダー（英語版）、主演カール・エスモンド（英語版）、1946年 アメリカ合衆国製作、1963年6月1日公開（『怪談異人幽霊』に併映）
- 『世界結婚奇習物語』 The Mating Urge : 製作ハワード・C・ブラウン / リチャード・F・モーレン、ドキュメンタリー映画、1958年 アメリカ合衆国製作、1963年6月8日公開
- 『高速道路の妖婦』 Highway Pick-up (Girl with an Itch)[19] : 監督ロニー・アッシュクロフト、主演キャシー・マーロー、1958年 アメリカ合衆国製作、1963年7月23日公開
- 『非行少年の夜』 Passonate Pemons (Line) : 監督レインハルト・クリステンセン（英語版）、主演トールアイヴ・ モールスタッド（英語版）、1958年 ノルウェー製作（第14回カンヌ国際映画祭コンペティション作品）、1963年7月23日公開
- 『裸族の太陽』 Nudes Around the World (Nudes of the World) : 監督アーノルド・L・ミラー、ドキュメンタリー映画、1962年 イギリス製作、1963年8月15日公開
- 『死体解剖記』 The Flesh and the Fiends : 監督ジョン・ギリング（英語版）、主演ピーター・カッシング、1959年 イギリス製作、1963年8月15日公開
- 『十代の陰獣』 Teenage Monster : 監督ジャック・マルケット、主演アン・グワイン（英語版）、1958年 イギリス製作、1963年8月15日公開
- 『童貞物語』 Les Nymphettes : 監督アンリ・ザフィラトス（フランス語版）、主演クリスチャン・ペジー、1962年 フランス製作、1963年9月公開
- 『処女物語』 The Case of Petty Smith : 監督レオ・A・ハンデル、主演メリー・アンダース、1959年 アメリカ合衆国製作、1963年10月公開[20]
- 『禁じられた肉体』 Carmen 63 : 監督カルミネ・ガローネ、主演ジョヴァンナ・ラッリ（英語版）、1963年 イタリア/ フランス製作、1963年12月8日公開
- 『若き非行の群れ』 Serious Charge : 監督テレンス・ヤング、主演アンソニー・クエイル、1959年 イギリス製作、1964年2月12日公開
- 『殺すか?殺されるか?』 Mission to Hell (Savage!) : 監督アーサー・ジョーンズ（英語版）[21]、1963年 アメリカ合衆国製作、1964年4月4日公開（『春一番の猛獣大会』として公開）
- 『百獣と蛮族王』 Flame of Africa : 監督T・V・バルビン、1954年 アメリカ合衆国製作[22]、1964年4月4日公開（『春一番の猛獣大会』として公開）
- 『黒猫の怨霊』 Tales of Terror (The Black Cat) : 監督ロジャー・コーマン、主演ヴィンセント・プライス、1962年 アメリカ合衆国製作、1964年5月17日公開
- 『古城の亡霊』 The Terror : 監督ロジャー・コーマン、主演ボリス・カーロフ、1963年 アメリカ合衆国製作、1964年5月17日公開
- 『女体入門』 Expresso Bongo : 監督ヴァル・ゲスト（英語版）、主演ローレンス・ハーヴェイ、1962年 イギリス製作、1964年6月23日公開
- 『性本能と原爆戦』 Panic in Year Zero! : 監督・主演レイ・ミランド、1962年 アメリカ合衆国製作、1964年6月23日公開
- 『性の実話暴露』 In Italia si Chiama Amore : 監督・脚本ヴィルジリオ・サベル（イタリア語版）、共同脚本パスクァーレ・フェスタ・カンパニーレ / ルイジ・マーニ（英語版） / マッシモ・フランチオーザ、ドキュメンタリー映画、1962年 イタリア製作、1964年8月4日公開
- 『美女の皮をはぐ男』 Il diabolico dottor Satana (L'Horrible Dr. Orlof) : 監督ジェス・フランコ、主演ハワード・ヴェルノン（英語版）、1963年 イタリア製作、1964年11月7日公開
- 『姦婦の生き埋葬』 The Premature Burial : 監督ロジャー・コーマン、主演レイ・ミランド、1963年 アメリカ合衆国製作、1964年11月7日公開
- 『港の売春街』 Saturday Night Out : 監督ロバート・ハートフォード・デイヴィス、主演ヒーザー・シアーズ（英語版）、1963年 イギリス製作、1964年12月8日公開
- 『性の敵』 That Kind of Girl : 監督ジェラルド・オハラ（英語版）、主演マーガレット・ローズ・キール（イタリア語版）、1963年 イギリス製作、1964年公開
- 『忍者と悪女』 The Raven : 監督ロジャー・コーマン、主演ヴィンセント・プライス、1963年 アメリカ合衆国製作、1965年2月7日公開
- 『猛獣群、死の逆襲』Savage Africa (Wild Rapture) : 監督ジャック・デュポン、ドキュメンタリー映画、1954年 フランス製作、1965年2月7日公開
- 『裸女の渦巻』 Sexy Women by Night (La donna di notte) : 監督ミーノ・ロイ（イタリア語版）、ドキュメンタリー映画、1963年 イタリア製作、1965年3月30日公開
- 『十六娘の非処女グループ』 The Yellow Teddy Bears : 監督ロバート・ハートフォード・デイヴィス、主演ジャクリーン・エリス、1963年 イギリス製作、1965年5月4日公開
- 『幽霊屋敷の蛇淫』 Danza macabra : 監督アンソニー・ドーソン（アントニオ・マルゲリーティ）、主演ジョルジュ・リヴィエール（英語版）、1964年 イタリア製作、1965年6月1日公開
- 『怪談 呪いの霊魂』 The Haunted Palace : 監督ロジャー・コーマン、主演ヴィンセント・プライス、1964年 アメリカ合衆国製作、1965年6月1日公開
- 『性病の恐怖』 Les Dengers du Désir (Eva und der Frauenarzt) : 監督エーリッヒ・コブラー（ドイツ語版）、主演アルブレヒト・シェーンハルス（英語版）、1959年 ドイツ製作、1966年3月29日公開

### 映画館
- 目黒シネマ
- オークラシアター - 上野スタームービー跡地に新築。上野オークラ劇場（旧）及び上野地下特選劇場の機能がこちらに移転
  - 上野オークラ劇場（オークラシアター1階） - 2010年8月4日オープン
  - プレミアムシアター 上野オークラ劇場2（オークラシアター2階） - 2010年8月オープン
  - 上野特選劇場（オークラシアター2階） - 2010年8月4日オープン
- 横浜光音座I・横浜光音座II

#### かつて経営した映画館
- 上野パーク劇場（一般洋画館）
- 大鳥居オーピー
- 荻窪スター座
- 立石金竜座
- 宇都宮オークラ劇場
- 市川オークラ劇場 - 「オーピーチェーン」開始館9館の1館、1985年閉館
- 札幌オークラ劇場 - 現在はレジャービル「札幌オークラビル」となっている。
- 福岡オークラ劇場I・福岡オークラ劇場II - 2006年5月28日閉館
- 大宮オークラ劇場・大宮オークラ小劇場 - 2008年2月17日閉館
- 上野スタームービー - かつては「上野スター座」の名で洋画及び洋画ピンクの上映館だったが、1999年11月に「上野スタームービー」と名を改めリニューアルし洋画中心のロードショー館になる。リニューアルの際、こけら落としとして上映されたのが「オーピー映画」名義で配給した『地獄』であった。2009年3月1日閉館。名目上は下記の2館と共に「休館」だったが、建物を取り壊したうえで新館「オークラシアター」を建築
- 世界傑作劇場（上野スタームービー内） - ゲイ・ポルノ上映館、2009年3月1日閉館
- 日本名画劇場（上野スタームービー内） - 2009年3月1日閉館
- 上野オークラ劇場（旧） - 2010年8月1日閉館、同4日上野スタームービー跡地に移転オープン
- 上野地下特選劇場 - 2010年8月1日閉館、同4日移転して上野特選劇場としてオープン
- 川口オークラ劇場（埼玉県川口市）
- 東梅田オークラ地下劇場（大阪府大阪市北区堂山町） - 2000年8月閉館[23]。
- 飯田オーピー（長野県飯田市）

### レジャー施設
- オークラランド
- 新飯田オークラボウル
- 福島オークラボウル

#### かつて経営したレジャー施設
- 伊東オークラボウル - アスプロズに経営が変更になり2009年（平成21年）8月1日再オープン[24]
- 小田原バッティングドーム - 2015年（平成27年）3月31日閉店

## オーピー映画
オーピー映画株式会社（オーピーえいが-）は、日本の映画会社である。大蔵映画の子会社であり、本社所在地は東京都台東区上野2-14-31である。
- 2001年、大蔵映画の製作・配給部門が「オーピー映画」として系列子会社に分離し、同社が大蔵映画の製作・配給を引き継ぐ事となった。なお大蔵映画の配給網のOPは「Original Picture」の略で、当社名は「Okura Picture」の略称である[25]。
- 同社のピンク映画は、フィルム時代には作品上映時間は59-60分となっていた。作品のデジタル制作移行にともない、上映時間は70分台に延長されている。企画・製作において、娯楽作品としての性格が強く要求される。倫理基準、健全性要求は「殺人なんて絶対ダメ」（『映画芸術』2007年11月号の吉行由美監督インタビュー）と言われるほどだったが、あくまで原則であって、時としてはスプラッター（『コギャル喰い・大阪テレクラ篇』友松直之監督、1996年）など実験的な作品が作られる事もある。前掲の通り、現在、配給作品は下請けのプロダクションに発注して製作されている。
- 古くは小林悟・小川欣也（小川和久）・市村譲・関根和美といった、旧新東宝系などのベテラン監督によるローテーションでプログラムピクチャーを維持してきた。小川は現在も作品を発表している。また、エクセスや（「的場ちせ」名義で）新東宝映画で活躍している浜野佐知も登用している。
- ここ10年ほどは中堅の池島ゆたかをはじめとして、国沢実・荒木太郎・山崎邦紀・竹洞哲也・吉行由実・樫原辰郎・加藤義一・城定秀夫などの若手を積極的に登用している。この中で国沢・荒木・吉行は「大蔵ヌーベルバーグ」と呼ばれ、いわゆるピンク四天王やピンク七福神の国映・新東宝映画のラインとは異なる監督を生み出している。
- ピンク映画と異なる分野で活躍している、園子温、榊英雄、谷口恒平、佐々木浩久、古澤健などの映画監督も作品を発表している。
- 2012年まで行なわれていたピンク大賞では作品賞や各賞を受賞する事が多かった。ピンク四天王等を擁して古くから進出を図っていた新東宝映画・国映に比べ、一般映画館や映画祭での上映が少なかったが、最近では吉行や竹洞の作品がポレポレ東中野などミニシアターで特集上映されるようになった。
- ピンク映画と並行して、ゲイ・ポルノの製作・配給も行なっている。ENKプロモーションと並ぶ数少ないゲイ・ポルノ製作会社でもある。監督・脚本は、オーピーのピンク映画とほぼ同じスタッフとなっている。ここ最近は東京国際レズビアン&ゲイ映画祭などに受賞・出品される作品も多い。
- 一方、新東宝時代から続いてきた「エログロ」路線の象徴のひとつでもある「怪談映画」も忘れてはおらず、かつて作られた怪談映画が発掘され、DVDソフト化された。大蔵映画時代の1997年には、創立50周年記念作品として『色欲怪談・江戸の淫霊』が上映された。かつての大蔵怪談映画が松竹京都映画の製作協力でピンク映画の枠内で復活した豪華版だった。
- また、1999年には、石井輝男監督の一般映画『地獄』の配給を行なった（製作は石井プロダクション）。製作総指揮には旧新東宝時代の後輩である小林悟が当たった。
- 2023年現在、2010年代半ば頃より新東宝とエクセスが活動休止状態にあるため、事実上日本唯一のピンク映画提供会社となっている。2014年12月までフィルム撮影で製作してきたが、2015年1月公開の『誘惑遊女の貝遊び』『痴漢電車　悶絶！裏夢いじり』からデジタル撮影に移行した。
- デジタル製作に移行した2015年からは、市場の裾野を広げるため、従来のR18+版の他にR15+再編集版を作り「OP PICTURES+」と銘打ち、年一回のペースで一般向け上映イベントを行っている[26]（ただしオーピー映画としては、再編集ではなく、それぞれ単独作品という位置付け[27]）。海外への映画祭上映も増加している[28]。
- 関東地区においては「OPチェーン」名義で東京スポーツなどで新聞への広告掲載も展開していた。その一方では東海地区のように、成人映画館「テアトル希望」（名古屋市、1980年代に閉館）が、大蔵映画も含む「独立系」ピンク映画の同地区での封切を一手に引き受け、各社作品を順不同で上映した同館のプログラムを、隣県の成人封切館がそのままスライドさせて公開するケースも存在した。ただし2000年代に入り直営館の閉鎖が相次ぎ、さらに2000年代後半ごろから本拠である上野オークラ劇場でも他社（新東宝映画・エクセス）作品との混成でプログラムを組む状況となっており、「OPチェーン」の現状は有名無実である。
- かつては主演女優のスケジュールを抑えてから女優を軸に撮影することが多かったというが、2020年10月の取材では「監督や会社側が立ち上げた企画、脚本、プロットに合った女優を互いに相談して決める」決めることが多い[28]。